# Tobeh
Tobeh (tiếng Ả Rập: التوبة) là một ngôi làng Syria nằm ở phó huyện Tell Salhab ở huyện Al-Suqaylabiyah, Hama. Theo Cục Thống kê Trung ương Syria (CBS), Tobeh có dân số 1045 trong cuộc điều tra dân số năm 2004.